# Naissance en 1367
Naissance
- 1363
- 1364
- 1365
- 1366
- 1367
- 1368
- 1369
- 1370
- 1371

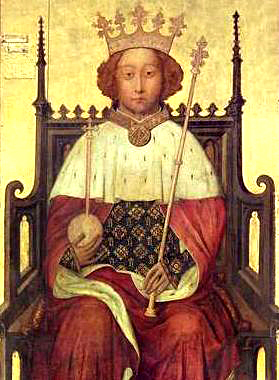
Richard II d'Angleterre, né en 1367.

Cette page dresse une liste de personnalités nées au cours de l'année 1367  :
- 6 janvier : Richard II d'Angleterre, duc de Cornouailles, huitième roi d’Angleterre de la dynastie des Plantagenêt.
- 22 mars : Thomas de Mowbray, noble anglais, portant notamment le titre de duc de Norfolk.
- 26 mars : Catherine d'Opole, princesse polonaise  qui règne comme douairière.
- 3 avril : Henri IV d'Angleterre, roi d'Angleterre et seigneur d'Irlande et duc d'Aquitaine.
- 18 mai : Taejong, 3e roi de Joseon.

- Jean Alespée, chanoine de Rouen, puis chanoine d’Évreux, de Bayeux, des Andelys, curé de Hautot le Valois et vicaire général de Rouen.
- Marie d'Enghien, reine de Naples, comtesse de Lecce, reine de Hongrie, de Croatie et reine de Jérusalem.

## Crédit d'auteurs
- Cet article est partiellement ou en totalité issu de l'article intitulé « 1367 » (voir la liste des auteurs).